# Potentilla smithiana
Potentilla smithiana är en rosväxtart som beskrevs av Hand.-mazz.. Potentilla smithiana ingår i Fingerörtssläktet som ingår i familjen rosväxter. Inga underarter finns listade i Catalogue of Life.